# Arbutus Lodge
Arbutus Lodge was een restaurant gevestigd in Cork in County Cork, Ierland, dat één Michelinster mocht dragen in de periode 1974 tot en met 1983.
De familie Ryan kocht de villa Arbutus Lodge in 1961 en verbouwde het tot een hotel en restaurant. In 1971 werd het complex geopend. Het restaurant verwierf al snel een reputatie als een van de beste restaurants in Ierland, hetgeen internationaal bevestigd werd door de Michelinster. In 1999 verkochten zij het hotel aan de Carmody Group. Het faillissement van Carmody in 2002 betekende ook het definitieve einde van het 3-sterren hotel. Het gebouw is na 2005 verbouwd tot appartementencomplex en niet meer als voormalig hotel of restaurant herkenbaar.
Chef-koks van Arbutus Lodge waren Declan Ryan en Michael Ryan.